# شمشیربازی در المپیک تابستانی ۲۰۱۲

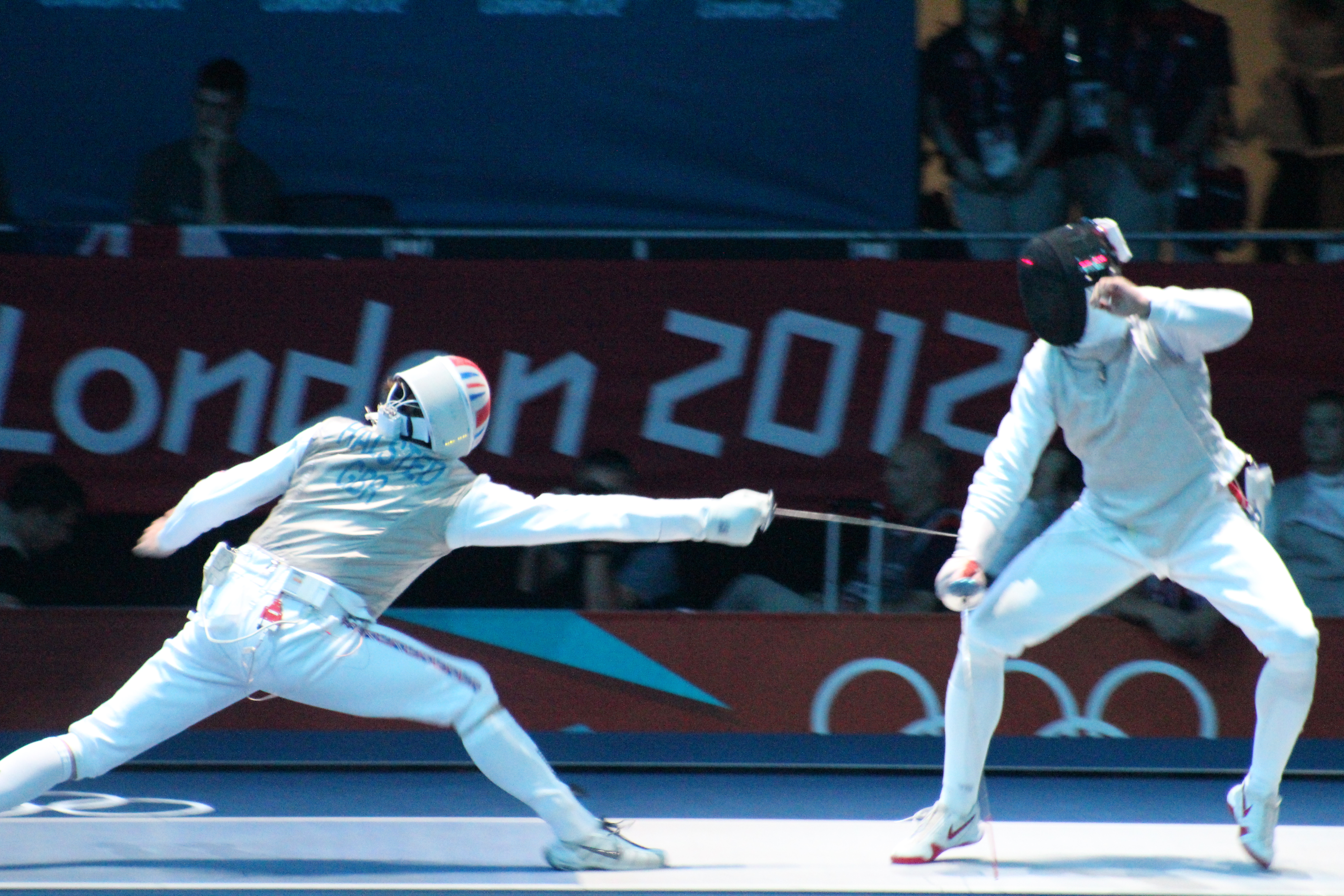
مسابقات شمشیربازی در بازی های المپیک تابستانی ۲۰۱۲

مسابقات شمشیربازی در بازی های المپیک تابستانی ۲۰۱۲ در لندن از ۲۸ ژوئیه تا ۵ اوت در سالن اکس سل لندن برگزار شد.

## جدول مدال‌ها
| رتبه  | کشور                | طلا | نقره | برنز | مجموع |
| ۱     | ایتالیا             | ۳   | ۲    | ۲    | ۷     |
| ۲     | کره جنوبی           | ۲   | ۱    | ۳    | ۶     |
| ۳     | چین                 | ۲   | ۰    | ۱    | ۳     |
| ۴     | اوکراین             | ۱   | ۰    | ۱    | ۲     |
| ۵     | مجارستان            | ۱   | ۰    | ۰    | ۱     |
| ۵     | ونزوئلا             | ۱   | ۰    | ۰    | ۱     |
| ۷     | روسیه               | ۰   | ۲    | ۱    | ۳     |
| ۸     | آلمان               | ۰   | ۱    | ۱    | ۲     |
| ۹     | مصر                 | ۰   | ۱    | ۰    | ۱     |
| ۹     | ژاپن                | ۰   | ۱    | ۰    | ۱     |
| ۹     | نروژ                | ۰   | ۱    | ۰    | ۱     |
| ۹     | رومانی              | ۰   | ۱    | ۰    | ۱     |
| ۱۳    | ایالات متحده آمریکا | ۰   | ۰    | ۱    | ۱     |
| مجموع | مجموع               | ۱۰  | ۱۰   | ۱۰   | ۳۰    |

## خلاصه مدال‌ها

### مردان
| رویداد           | طلا                                                                                  | نقره                                                                                        | برنز                                                                                |
| Individual épée  | Rubén Limardo · ونزوئلا                                                              | Bartosz Piasecki · نروژ                                                                     | Jung Jin-Sun · کره جنوبی                                                            |
| Individual foil  | Lei Sheng · چین                                                                      | Alaaeldin Abouelkassem · مصر                                                                | Choi Byung-Chul · کره جنوبی                                                         |
| Team foil        | ایتالیا (ITA) · Valerio Aspromonte · Giorgio Avola · Andrea Baldini · Andrea Cassarà | ژاپن (JPN) · Suguru Awaji · Kenta Chida · Ryo Miyake · Yuki Ota                             | آلمان (GER) · Peter Joppich · Sebastian Bachmann · بنیامین کلایبرینک · André Weßels |
| Individual sabre | آرون سیلاگی · مجارستان                                                               | Diego Occhiuzzi · ایتالیا                                                                   | Nikolay Kovalev · روسیه                                                             |
| Team sabre       | کره جنوبی (KOR) · Gu Bon-Gil · Won Woo-Young · Kim Jung-Hwan · Oh Eun-Seok           | رومانی (ROU) · Rares Dumitrescu · Tiberiu Dolniceanu · Florin Zalomir · Alexandru Siriţeanu | ایتالیا (ITA) · Aldo Montano · Diego Occhiuzzi · Luigi Samele · Luigi Tarantino     |

### زنان
| رویداد           | طلا                                                                                     | نقره                                                                                       | برنز                                                                                        |
| Individual épée  | Yana Shemyakina · اوکراین                                                               | بریتا هایدمان · آلمان                                                                      | سان یوجی · چین                                                                              |
| Team épée        | چین (CHN) · سان یوجی · Xu Anqi · Li Na · Luo Xiaojuan                                   | کره جنوبی (KOR) · Shin A-Lam · Choi In-Jeong · Jung Hyo-Jung · Choi Eun-Sook               | ایالات متحده آمریکا (USA) · Courtney Hurley · Kelley Hurley · Maya Lawrence · Susie Scanlan |
| Individual foil  | الیسا دی فرانسیسکا · ایتالیا                                                            | Arianna Errigo · ایتالیا                                                                   | والنتینا وزالی · ایتالیا                                                                    |
| Team foil        | ایتالیا (ITA) · Arianna Errigo · الیسا دی فرانسیسکا · Ilaria Salvatori · والنتینا وزالی | روسیه (RUS) · اینا دریگلازوا · Larisa Korobeynikova · Aida Shanaeva · Kamilla Gafurzianova | کره جنوبی (KOR) · Nam Hyun-Hee · Jeon Hee-Sook · Jung Gil-Ok · او هانا                      |
| Individual sabre | Kim Ji-Yeon · کره جنوبی                                                                 | سوفیا ولیکیا · روسیه                                                                       | اولگا خارلان · اوکراین                                                                      |